# Haydar Zafer
Haydar Zafer (ur. 7 lipca 1921 w Aybaşı, zm. 28 czerwca 1994 w Düzce) – turecki zapaśnik walczący w stylu wolnym. Olimpijczyk z Helsinek 1952, gdzie odpadł w eliminacjach w kategorii do 79 kg. 
Mistrz świata w 1951 roku.
Jego brat Nurettin Zafer również był zapaśnikiem.